# Digital forvaltning
Digital forvaltning eller e-forvaltning (engelsk: e-government) er en betegnelse for brugen af informations- og kommunikationsteknologi til at stille offentlige tjenester til rådighed for borgere.
Der sondres især mellem to forskellige anvendelser af begrebet digital forvaltning:
- Digitalisering af forvaltningen, hvor fokus er på anvendelse af IT til intern effektivisering af arbejdsprocesserne i offentlige myndigheder.[2]
- Digital selvbetjening, der vedrører digitale selvbetjeningsløsninger (fx MitID),[3] som offentlige myndigheder stiller til rådighed for borgere,[4] virksomheder[5] eller andre brugere på internettet.

Digital forvaltning ligger i direkte forlængelse af den digitalisering, der skete i 1970'erne; og især i 1980'erne og 1990'erne. Men i 1999 satte Al Gore begrebet digital forvaltning på dagsordenen med målsætningen om "500 forms online". Digital forvaltning blev for alvor sat på dagsordenen i Danmark med udgivelsen i 2001 af publikationen "Digital Forvaltning", som blev udarbejdet af et udvalg bestående af repræsentanter for Finansministeriet, IT- og Forskningsministeriet, Erhvervsministeriet, Indenrigsministeriet, Økonomiministeriet, Kommunernes Landsforening, Amtsrådsforeningen, Københavns Kommune og Frederiksberg Kommune.
I august 2001 blev Den Digitale Taskforce etableret i Finansministeriet, bestående af repræsentanter fra en række ministerier, samt fra kommunale organisationer. Der blev endvidere i starten af 2002 offentliggjort en fælles-offentlig strategi for digital forvaltning. En revideret version af strategien blev offentliggjort i februar 2004.
Digital forvaltning varetages i dag af Den Digitale Taskforce, der har fokus på omlægning og effektivisering af arbejdsprocesser i offentlige myndigheder, og Ministeriet for Videnskab, Teknologi og Udvikling og It- og Telestyrelsen, der især har fokus på it-arkitektur og -standarder, it-sikkerhed, og digital borgerservice.
Arbejdsdelingen mellem Den Digitale Taskforce i Finansministeriet og Ministeriet for Videnskab, Teknologi og Udvikling afspejler det forhold, at digital forvaltning kombinerer administrationspolitik, der er placeret i Finansministeriet, og it-politik der henligger under Ministeriet for Videnskab, Teknologi og Udvikling.
En jurist, der beskæftiger sig med digital forvaltning, betegnes enten som digitaliseringsjurist eller datajurist eller driftsjurist.
Især EU-rettens retsakter, så som GDPR (af 2016) og AI-forordningen (af 2024), udgør det retlige grundlag for implementering af digital forvaltning. Forvaltningslovens regler gælder også for digital forvaltning; se forvaltningsloven § 32 a.

## Kritik
Der er rejst kritik af, om borgeres retssikkerhed forringes, når sagsbehandlingen foretages digitalt.